# Фаянсова
Фая́нсова (рос. Фаянсовая) — вузлова залізнична станція Московської залізниці. Розташована в Кірові Калузької області.

## Історія
Дільницю Вязьма — Брянськ відкрито 1933-го року, але пасажирське сполучення — лише наступного, тоді ж побудовано депо; 1936 року після спорудження «перемички» до Сухиничів-Головних утворився залізничний вузол.